# Френсіс Інґрам Сеймур-Конвей, 2-й маркіз Гертфордський
Френсіс Інґрам Сеймур-Конвей, 2-й маркіз Гертфордський (англ. Francis Ingram-Seymour-Conway, 2nd Marquess of Hertford), Кавалер Ордену Підв'язки, таємний радник Високоповажної Таємної ради Його Величності, таємний радник Таємної ради Ірландії (12 лютого 1743 — 28 червня 1822), Високодостойний Френсіс Сеймур-Конвей до 1750 року, Віконт Бічемський між 1750 і 1793 роками, Граф Ярмутський між 1793 і 1794 роками — британський пер і політик. 
Був членом Парламенту Ірландії і Парламенту Великої Британії, займав посаду Головного секретаря Ірландії, працюючи під керівництвом свого батька, Френсіса Сеймура-Конвея, 1-го маркіза Гертфордського. Згодом обіймав посади при королівському дворі, в тому числі лорда-камергера між 1812 і 1821 роками. Другий із фундаторів видатної мистецької колекції, що згодом стала Зібранням Воллеса.